# Parafia Wniebowzięcia Najświętszej Maryi Panny w Brand
Parafia Wniebowzięcia Najświętszej Maryi Panny w Brand – parafia rzymskokatolicka, administracyjnie należąca do austriackiej diecezji Feldkirch. 